# Lago
Lago ist eine süditalienische Gemeinde in der Provinz Cosenza in Kalabrien mit 2298 Einwohnern (Stand 31. Dezember 2023).
Die Gemeinde liegt 32 km südlich von Cosenza.
Die Nachbargemeinden sind Aiello Calabro, Belmonte Calabro, Domanico, Grimaldi, Mendicino, San Pietro in Amantea und Amantea. Die Ortsteile (Fraktionen) sind
Aria di Lupi, Cafosa, Chiorio, Fontanella, Greci, Margi, Palomandro, Paragieri, Piscopie, Ponticelli, Laghitello, Rovettari, Sangineto, Scavolio, Terrati, Vasci, Versaggi und Zaccanelle.